# 良维列斯
良维列斯，是西班牙加泰罗尼亚赫罗纳省的一个市镇。总面积15平方公里，总人口486人（2001年），人口密度32人/平方公里。